# Fenaïa Ilmaten
Fenaïa Ilmaten (în arabă افناين الماثن) este o comună din provincia Béjaïa, Algeria.
Populația comunei este de 11.825 de locuitori (2008).